# Три мира Гулливера
«Три мира Гулливера» (англ. The Three Worlds of Gulliver), известный также под названием «Лиллипуты и великаны» — цветной художественный научно-фантастический и фэнтезийный фильм, снятый режиссёром Джеком Шером в 1960 году по мотивам романа «Путешествия Гулливера» британского писателя Джонатана Свифта. Фильм совместного производства США и Великобритании. Сюжет этой кинокартины представляет собой вольную экранизацию половины произведения Свифта, остальная часть этого романа не вошла в него. Постановкой спецэффектов и созданием фантастических персонажей для этого фильма занимался Рэй Харрихаузен. Съемки фильма проходили в Великобритании и Испании.

## Сюжет
В 1699 году английский доктор Лемюэль Гулливер — бедный хирург, в поисках богатства и приключений, нанимается в качестве судового врача на один из кораблей, который должен отправиться в кругосветное путешествие. Но его невеста Элизабет очень хочет, чтобы он остался дома и остепенился, и они несколько раз ссорятся по этому поводу.
Но Гулливер всё же отправляется в путешествие, и вскоре обнаруживает, что Элизабет пробралась на борт этого же корабля, чтобы быть рядом с Лемюэлем. На море начинается буря и Гулливера смывает за борт. Он приходит в себя на берегу в Лиллипутии, стране очень крошечных людей, которые видят в нём гиганта, угрожающего их жизням и боятся Гулливера, и поэтому привязывают его веревками к кольям, вбитым в землю на побережье. Он же, пытаясь завоевать их доверие, совершает несколько добрых поступков. Тем временем, снова вспыхивает давняя война между Лиллипутией и соседним государством Блефуску. Гулливер помогает лиллипутам, привязав тросы к военным кораблям Блефуску, а затем, потянув за тросы руками, и таким образом двигая корабли, буксирует их далеко в море. Но император Лиллипутии все равно рассматривает гиганта как угрозу — угрозу своему трону. Происходит это после того, как Гулливер критикует причины возникновения войны между двумя государствами. Когда же император приказывает его казнить, Гулливер спасается бегством, отплыв в океан на лодке, которую он ранее построил.
Затем его путь лежал к большому острову Бробдингнег, на котором обитали бробдингнегцы, раса 18-метровых гигантов. Добравшись до берега, Гулливер встречает местную 12-метровую крестьянскую девочку по имени Глюмдальклитч, очень добрую девочку, которая находит его на берегу и относит в замок короля Броба. Король приказал приносить ему необычных существ, и у него уже есть коллекция крошечных животных. Гулливер находит там Элизабет, которая была выброшена на берег, когда корабль потерпел крушение во время бури, и очень радуется, увидев Элизабет живой и невредимой. Король решает оставить их обоих у себя в замке, и позволяет Глюмдальклитч заботиться о них.
Король организует свадьбу Гулливера и Элизабет и женит их. После свадьбы Гулливер и Элизабет выходят на улицу, где подвергаются нападению гигантской белки, которая утаскивает Гулливера в свою нору. Глюмдальклитч, узнав об этом, спасает его, вытащив его из норы. Когда позднее Гулливер побеждает короля в шахматах и лечит королеву от простой боли в животе, премьер-министр Бробдингнега Макован обвиняет его в колдовстве. Гулливер пытается объяснить всем, что это всего лишь его научные знания, но его пояснения воспринимаются как еще одно доказательство колдовства. И хотя, в конце концов, он говорит то, что король хотел услышать от него, тот приказывает казнить Лемюэля путём сожжения на костре. Однако Глюмдальклитч спасает его и Элизабет от казни, и преследующих их местных жителей, спрятав обоих в свою корзину, а затем бросив эту корзину в ручей, впадающий в море.
После этого Лемюэль и Элизабет обнаруживают себя выброшенными на неизвестном берегу. Прохожие на побережье — обычные люди, такого же размера, как и Гулливер, рассказывают путешественникам, что они находятся в Англии. Затем Элизабет спрашивает Гулливера, было ли это всё сном. Гулливер же, который теперь счастлив быть вместе с Элизабет и стать её мужем, отвечает ей, иносказательно, что плохие качества лиллипутов и невежество бробдингнегцев находятся внутри каждого из самых обычных людей. Когда же она спрашивает его о судьбе девочки Глюмдальклитч, Гулливер смотрит на свою невесту с любовью и отвечает, что, на самом деле, та девочка пока еще не родилась.

## В ролях
| Актёр            | Роль                               |
| ---------------- | ---------------------------------- |
| Кервин Мэтьюз    | доктор Лемюэль Гулливер            |
| Джо Морроу       | Гвендолин                          |
| Джун Торберн     | Элизабет                           |
| Ли Паттерсон     | Рэлдресал                          |
| Грегуар Аслан    | король Бробдингнега Броб           |
| Бэзил Сидни      | император Лиллипутии               |
| Чарльз Ллойд Пэк | премьер-министр Лиллипутии Макован |
| Мартин Бенсон    | Флимнап                            |
| Мэри Эллис       | королева Бробдингнега              |
| Мэриэн Спенсер   | императрица Лиллипутии             |
| Питер Булл       | лорд Бермогг                       |
| Алек Манго       | министр Лиллипутии                 |
| Шерри Альберони  | Глюмдальклитч                      |
| Оливер Джонстон  | (нет в титрах) Гринч               |
| Джоан Хиксон     | (нет в титрах) миссис Дьюсбюри     |

## Критика и отзывы
В статье газеты «Нью-Йорк Таймс», опубликованной 17 декабря 1960 года, критик Юджин Арчер высоко оценил технические достижения кинокартины в «stop motion» анимации, и с энтузиазмом порекомендовал детям этот фильм, однако отметив, что «взрослые сочтут его слишком скучным, чтобы по-настоящему захватить воображение, и могут возмутиться непонятным финалом, который возможно вызовет некоторые детские вопросы. Но взрослые зрители должны быть благодарны за этот детский фильм, который воспроизводит классическое произведение без снисходительности или бурлеска».
Рэй Харрихаузен снял в фильме сцены с белкой и крокодилом. Самая старая из существующих моделей Хэррихаузена, созданная для фильма, — белка из этого фильма. Использованная в фильме оригинальная арматурная модель крокодила была утрачена при невыясненных обстоятельствах.